# Timewind
Timewind è un album in studio del compositore tedesco Klaus Schulze, pubblicato nel 1975.
Dedicato al compositore Richard Wagner, Timewind viene spesso considerato dalla critica una delle sue pubblicazioni migliori.
L'album è composto da due sole tracce: Bayreuth Return e Wahnfried 1883. La prima, costruita sulle sonorità del sequencer, ripete all'infinito alcune frasi melodiche che si sovrappongono nelle varie tonalità, cambiano tono, e generano atmosfere a volte piene di tensione, a volte rilassate. Lungo tutta la durata del brano viene riprodotto un sibilo che sale e scende di tono, conferendo a tutta la composizione un'atmosfera quasi spettrale. La seconda pare invece suonata al rallentatore, con le tastiere che intrecciano una linea melodica riprodotta lungo tutta la composizione.
Nel 2006 l'album venne ristampato con tre tracce bonus aggiunte.

## Tracce
Tutte le tracce sono state composte da Klaus Schulze.

### Disco 1
1. Bayreuth Return – 30:32
2. Wahnfried 1883 – 28:38

### Disco 2 (tracce bonus della ristampa pubblicata nel 2006)
1. Echoes of Time – 38:42
2. Solar Wind – 12:35
3. Windy Times – 4:57